# Vol Thai Airways International 114
Le 3 mars 2001, le vol Thai Airways International 114, un Boeing 737-400 de Thai Airways International à destination de l'aéroport international de Chiang Mai, a été détruit par une explosion du réservoir central de carburant, résultant de l'inflammation du mélange air/carburant présent dans le réservoir, alors que le l'appareil était en stationnement avant l'embarquement au sol, à l'aéroport international Don Muang de Bangkok. 
Aucun passager n'était encore monté à bord de l'avion; seuls quelques membres du personnel étaient à bord au moment de l'explosion. Une des hôtesses de l'air présente à bord est décédée lors de l'incendie qui a suivi.

## Déroulement des faits

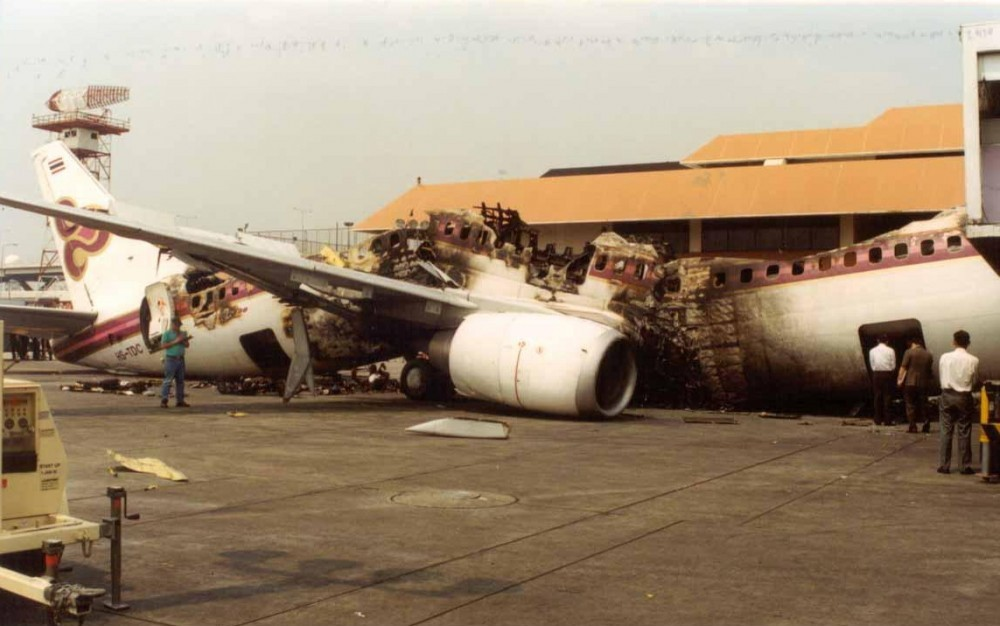
L'épave du vol 114, photographié peu après l'accident.

Le vol 114 était stationné à la porte 62 du terminal de l'aéroport international Don Muang et était en cours de préparation avec 5 membres d'équipage en cabine et 3 membres du personnel au sol pour un vol vers l'aéroport international de Chiang Mai. 
Les températures au sol atteignaient les 35°C et les unités de climatisation, qui sont situés directement sous le réservoir central de carburant et qui génèrent énormément de chaleur lorsqu'ils fonctionnent, fonctionnaient en continu depuis le vol précédent de l'avion, dont environ 40 minutes au sol. 
À 14h48, quelque 27 minutes avant l'heure de départ prévue, des vapeurs de carburant dans le réservoir central se sont probablement enflammées, provoquant une violente explosion. Un incendie s'est alors déclaré dans la cabine, tuant un agent de bord et en blessant 6 autres. 
Puis, 18 minutes plus tard, l'incendie fait exploser le réservoir de l'aile droite, il fallut prés d'une heure aux équipes de lutte anti-incendie pour pouvoir le maitriser.

## Causes de l'accident
La source de chaleur ayant déclenché l'explosion n'a pas pu être déterminée avec certitude, mais la source la plus probable était une explosion provenant de la pompe du réservoir central de l'aile, à la suite de son fonctionnement en présence de copeaux métalliques et du mélange air/carburant présent dans le réservoir.